# Исьорен (вилает Одрин)
Исьорен, още Ясорен, Ясурен или Месурен (на турски: Küçükevren), е село в Източна Тракия, Турция, Вилает Одрин. Околия Енос.

## География
Селото се намира на 15 км югоизточно от Енос.

## История
В 19 век Ясорен е българско село в Еноска кааза на Османската империя. Според статистиката на професор Любомир Милетич в 1912 година в селото живеят 55 български патриаршистки семейства.